# Stortjärnen (Norrala socken, Hälsingland, vid Söderhamn)
Stortjärnen är en sjö i Söderhamns kommun i Hälsingland och ingår i Norralaån-Ljusnans kustområde. Sjön har en area på 0,0543 kvadratkilometer och ligger 26 meter över havet. Sjön avvattnas av vattendraget Söderhamnsån (Söderalaån).

## Delavrinningsområde
Stortjärnen ingår i det delavrinningsområde (679919-156611) som SMHI kallar för Mynnar i havet. Medelhöjden är 24 meter över havet och ytan är 11,06 kvadratkilometer. Räknas de 7 avrinningsområdena uppströms in blir den ackumulerade arean 92,31 kvadratkilometer. Avrinningsområdets utflöde Söderhamnsån (Söderalaån) mynnar i havet. Avrinningsområdet består mestadels av skog (53 procent). Avrinningsområdet har 0,06 kvadratkilometer vattenytor vilket ger det en sjöprocent på 0,5 procent. Bebyggelsen i området täcker en yta av 4,3 kvadratkilometer eller 39 procent av avrinningsområdet.